# Richard Rognet
 (juin 2019).
Si vous disposez d'ouvrages ou d'articles de référence ou si vous connaissez des sites web de qualité traitant du thème abordé ici, merci de compléter l'article en donnant les références utiles à sa vérifiabilité et en les liant à la section « Notes et références ».
Richard Rognet est un poète français né le 5 novembre 1942 au Val-d'Ajol, dans les Vosges. Il vit actuellement à Dommartin-lès-Remiremont.

## Biographie
Né d’une mère institutrice et d’un père mécanicien dans l’industrie textile, il prend goût à la lecture dès son enfance et écrit ses premiers poèmes à l’âge de douze ans. Diplômé de l’école normale d’instituteurs de Mirecourt, il étudie ensuite les lettres à l’université de Nancy. Il publie son premier recueil en 1966. En 1969, il devient enseignant à l’école normale de Mirecourt, puis à Épinal, avant d’intégrer le collège Jules-Ferry comme professeur de lettres jusqu’à sa retraite en 2002. Sa rencontre avec Alain Bosquet en 1971 marque pour lui une étape importante dans son parcours de poésie. Richard Rognet collabore avec de nombreux artistes, comme Guy Lozac’h, Marc Pessin, Sarah Wiame, Jean-Pierre Thomas, Alain Simon, Dominique Penloup, Jean-Pierre Lécuyer ou encore Thierry Le Saëc afin d'éditer des livres d'artiste.
Il perd son père en 1991, année où il entre à l’Académie Mallarmé. En 1994, il devient chevalier dans l’ordre des Arts et des Lettres. Il obtient en 2002 le Grand prix de poésie de la Société des gens de lettres pour l'ensemble de son œuvre, déjà récompensée par de nombreux prix et traduite en italien, en espagnol, en allemand, en russe, en bulgare…

## Distinctions
- Prix Charles-Vildrac 1978
- Prix Louise-Labé 1985
- Prix Max-Jacob 1989
- Prix Théophile-Gautier 1993
- Chevalier de l'ordre des Arts et des Lettres (1994)
- Prix Guillaume-Apollinaire 1997
- Prix Louis-Montalte 1998
- Grand Prix de Poésie de la Société des Gens de Lettres 2002
- Prix Alain Bosquet 2005[2]
- Prix Cadet Roussel 2018
- Prix de poésie Pierrette-Micheloud[3] 2018
- Prix Erckmann-Chatrian 2020 pour « l'ensemble de son œuvre »[4]

## Œuvres
- Spasmes, 1966
- Tant qu'on fera Noël, les Paragraphes littéraires de Paris, 1971
- L'Épouse émiettée, Éditions Saint-Germain-des-Prés, 1977, prix Charles Vildrac 1978
- Les Ombres du doute, Belfond, 1979
- Petits poèmes en fraude, Gallimard, 1980
- L'Éternel Détour, Le Verbe et l'Empreinte, 1983
- Le Transi, Belfond, 1985, prix Louise-Labé 1985
- Je suis cet homme, Belfond, 1988, prix Max-Jacob 1989
- Maurice, amoroso, Belfond, 1991
- Recours à l'abandon, Gallimard, 1992
- Recul de la mélancolie, Amis de Hors Jeu, 1994
- Chemin Bernard, Le verbe et l'empreinte, 1995
- Lutteur sans triomphe, L'Estocade, 1996, prix Apollinaire 1997
- La Jambe coupée d'Arthur Rimbaud, éd. Voix-Richard Meier, 1997
- L'Ouvreuse du Parnasse, Le Cherche Midi, 1998
- Seigneur vocabulaire, La Différence, 1998
- Juste le temps de s'effacer suivi de Ni toi ni personne, Le Cherche Midi, 2002
- Belles, en moi, belle, La Différence, 2002
- Dérive du voyageur, Gallimard, 2003
- Le Visiteur délivré, Gallimard, 2005
- Le Promeneur et ses ombres, Gallimard, 2007
- Un peu d’ombre sera la réponse, Gallimard, 2009
- Élégies pour le temps de vivre, Gallimard, 2012
- Dans les méandres des saisons, Gallimard, 2014
- Les Frôlements infinis du monde, Gallimard, 2018, prix Pierrette-Micheloud 2018[5]
- La Jambe coupée d'Arthur Rimbaud, L'Herbe qui tremble, 2019
- Le Porteur de nuages, éd.de Corlevour, 2022
- Dans un nid de flammes, L' Herbe qui tremble, 2023
- Patienter sous les nuages, Gallimard, 2024
- Le Raccommodeur d'instants, L'Herbe qui tremble, 2025